# Primera División de Costa Rica 2007/08
Die Saison 2007/08 beinhaltete die 89. und die 90. Auflage der Primera División de Costa Rica, der höchsten costa-ricanischen Fußballliga. In dieser Saison wurden zwei Meisterschaften - Invierno Scotiabank 2007 und Verano Scotiabank 2008 - ausgespielt. Aus den Ergebnissen beider Meisterschaften wurde eine Gesamttabelle erstellt, um den Absteiger in die Liga de Ascenso-Segunda División zu ermitteln. Saprissa gewann mit den beiden Meisterschaften den 26. und 27. Meistertitel in der Vereinsgeschichte.

## Austragungsmodus
In der Saison 2007/08 wurden zwei Meisterschaften ausgespielt, zuerst von Juli bis Dezember das Torneo de Invierno 2007, danach von Januar bis Mai das Torneo de Verano 2008.
Die Torneos wurden in folgendem Modus ausgetragen:
- Die zwölf teilnehmenden Vereine wurden in zwei Gruppen A und B aufgeteilt.
- Innerhalb jeder Gruppe trafen die Vereine einmal zuhause und einmal auswärts aufeinander, gegen die Vereine der anderen Gruppe gab es jeweils ein Spiel. Insgesamt ergaben sich so 16 Spiele pro Team.
- Nach der Gruppenphase traten die Zweitplatzierten gegen die Drittplatzierten der jeweils anderen Gruppe im Viertelfinale in Hin- und Rückspiel an.
- Im Halbfinale trafen die Gruppenersten auf die Viertelfinalgewinner.
- Die beiden Halbfinalsieger spielten im Finale den Meister aus.
- Am Ende der Saison wurde eine Gesamttabelle erstellt, um den Absteiger in die Liga de Ascenso-Segunda División zu ermitteln.

## Bemerkungen
- Zur Spielzeit 2007/08 hin wurde AD Municipal Liberia in eine Aktiengesellschaft umgewandelt und heißt nun Liberia Mia CF.

## Endstand

### Invierno Scotiabank 2007

#### Gruppe A
| Pl.             | Verein                           | Sp. | S | U | N | Tore  | Diff. | Punkte |
| --------------- | -------------------------------- | --- | - | - | - | ----- | ----- | ------ |
| 01              | CS Herediano                     | 16  | 7 | 7 | 2 | 23:12 | 11    | 28     |
| 02              | LD Alajuelense                   | 16  | 7 | 7 | 2 | 23:14 | 9     | 28     |
| 03              | AD Carmelita                     | 16  | 6 | 6 | 4 | 21:20 | 1     | 24     |
| 04              | Puntarenas FC                    | 16  | 5 | 7 | 4 | 19:20 | −1    | 22     |
| 05              | AD San Carlos                    | 16  | 6 | 3 | 7 | 21:23 | −2    | 21     |
| 06              | CF Universidad de Costa Rica (N) | 16  | 3 | 4 | 9 | 19:26 | −7    | 13     |
| Stand: Endstand |                                  |     |   |   |   |       |       |        |

#### Gruppe B
| Pl.             | Verein                     | Sp. | S | U | N | Tore  | Diff. | Punkte |
| --------------- | -------------------------- | --- | - | - | - | ----- | ----- | ------ |
| 01              | CD Saprissa (M)            | 16  | 9 | 2 | 5 | 22:16 | 6     | 29     |
| 02              | Brujas FC                  | 16  | 6 | 6 | 4 | 26:24 | 2     | 24     |
| 03              | AD Municipal Pérez Zeledón | 16  | 6 | 2 | 8 | 29:26 | 3     | 20     |
| 04              | Liberia Mía CF             | 16  | 4 | 5 | 7 | 20:24 | −4    | 17     |
| 05              | AD Santos de Guápiles      | 16  | 4 | 5 | 7 | 18:24 | −6    | 17     |
| 06              | CS Cartaginés              | 16  | 4 | 4 | 8 | 18:30 | −12   | 16     |
| Stand: Endstand |                            |     |   |   |   |       |       |        |

#### Viertelfinale
| Gruppendritter             | Gesamt | Gruppenzweiter | Hinspiel | Rückspiel |
| -------------------------- | ------ | -------------- | -------- | --------- |
| AD Carmelita               | 1:2    | Brujas FC      | 1:0      | 0:2       |
| AD Municipal Pérez Zeledón | 1:5    | LD Alajuelense | 1:2      | 0:3       |

#### Halbfinale
| Viertelfinalsieger | Gesamt | Gruppenerster | Hinspiel | Rückspiel |
| ------------------ | ------ | ------------- | -------- | --------- |
| Brujas FC          | 0:1    | CS Herediano  | 0:0      | 0:1 n. V. |
| LD Alajuelense     | 1:2    | CD Saprissa   | 0:1      | 1:1       |

#### Finale
| Halbfinalsieger 1 | Gesamt | Halbfinalsieger 2 | Hinspiel | Rückspiel |
| ----------------- | ------ | ----------------- | -------- | --------- |
| CS Herediano      | 2:4    | CD Saprissa       | 0:2      | 2:2       |

#### Platzierungen
| 01              | CD Saprissa (M)                  |
| 02              | CS Herediano                     |
| 03              | LD Alajuelense                   |
| 04              | Brujas FC                        |
| 05              | AD Carmelita                     |
| 06              | AD Municipal Pérez Zeledón       |
| 07              | Puntarenas FC                    |
| 08              | AD San Carlos                    |
| 09              | Liberia Mía CF                   |
| 10              | AD Santos de Guápiles            |
| 11              | CS Cartaginés                    |
| 12              | CF Universidad de Costa Rica (N) |
| Stand: Endstand |                                  |

### Verano Scotiabank 2008

#### Gruppe A
| Pl.             | Verein                           | Sp. | S | U | N | Tore  | Diff. | Punkte |
| --------------- | -------------------------------- | --- | - | - | - | ----- | ----- | ------ |
| 01              | CD Saprissa (M)                  | 16  | 9 | 3 | 4 | 27:20 | 7     | 30     |
| 02              | CS Herediano                     | 16  | 5 | 8 | 3 | 20:13 | 7     | 28     |
| 03              | CF Universidad de Costa Rica (N) | 16  | 6 | 4 | 6 | 23:22 | 1     | 22     |
| 04              | Puntarenas FC                    | 16  | 5 | 7 | 4 | 15:19 | −4    | 22     |
| 05              | AD San Carlos                    | 16  | 5 | 4 | 7 | 16:17 | −1    | 19     |
| 06              | AD Carmelita                     | 16  | 4 | 3 | 9 | 17:19 | −2    | 15     |
| Stand: Endstand |                                  |     |   |   |   |       |       |        |

#### Gruppe B
| Pl.             | Verein                     | Sp. | S | U | N | Tore  | Diff. | Punkte |
| --------------- | -------------------------- | --- | - | - | - | ----- | ----- | ------ |
| 01              | LD Alajuelense             | 16  | 8 | 6 | 2 | 22:13 | 9     | 30     |
| 02              | Brujas FC                  | 16  | 6 | 4 | 6 | 23:23 | 0     | 22     |
| 03              | AD Municipal Pérez Zeledón | 16  | 5 | 7 | 4 | 14:14 | 0     | 22     |
| 04              | Liberia Mía CF             | 16  | 5 | 6 | 5 | 22:20 | 2     | 21     |
| 05              | CS Cartaginés              | 16  | 4 | 5 | 7 | 14:19 | −4    | 17     |
| 06              | AD Santos de Guápiles      | 16  | 3 | 5 | 8 | 16:20 | −4    | 14     |
| Stand: Endstand |                            |     |   |   |   |       |       |        |

#### Viertelfinale
| Gruppendritter               | Gesamt |              | Hinspiel | Rückspiel |
| ---------------------------- | ------ | ------------ | -------- | --------- |
| CF Universidad de Costa Rica | 2:4    | Brujas FC    | 2:3      | 0:1       |
| AD Municipal Pérez Zeledón   | 3:2    | CS Herediano | 1:1      | 2:1       |

#### Finale
| Halbfinalsieger 1 | Gesamt | Halbfinalsieger 2 | Hinspiel | Rückspiel |
| ----------------- | ------ | ----------------- | -------- | --------- |
| CD Saprissa       | 2:0    | LD Alajuelense    | 1:0      | 1:0       |

#### Platzierungen
| 01              | CD Saprissa (M)                  |
| 02              | LD Alajuelense                   |
| 03              | Brujas FC                        |
| 04              | AD Municipal Pérez Zeledón       |
| 05              | CS Herediano                     |
| 06              | CF Universidad de Costa Rica (N) |
| 07              | Puntarenas FC                    |
| 08              | Liberia Mía CF                   |
| 09              | AD San Carlos                    |
| 10              | CS Cartaginés                    |
| 11              | AD Carmelita                     |
| 12              | AD Santos de Guápiles            |
| Stand: Endstand |                                  |

### Gesamttabelle
| Pl.             | Verein                           | Sp. | S  | U  | N  | Tore  | Diff. | Punkte |
| --------------- | -------------------------------- | --- | -- | -- | -- | ----- | ----- | ------ |
| 01              | CD Saprissa                      | 32  | 18 | 5  | 9  | 49:36 | 13    | 59     |
| 02              | LD Alajuelense                   | 32  | 15 | 13 | 4  | 45:27 | 18    | 58     |
| 03              | CS Herediano                     | 32  | 12 | 15 | 5  | 43:25 | 18    | 51     |
| 04              | Brujas FC                        | 32  | 12 | 10 | 10 | 49:47 | 2     | 51     |
| 05              | Puntarenas FC                    | 32  | 10 | 14 | 8  | 34:39 | −5    | 46     |
| 06              | AD Municipal Pérez Zeledón       | 32  | 11 | 9  | 12 | 43:40 | 3     | 42     |
| 07              | AD San Carlos                    | 32  | 11 | 7  | 14 | 37:40 | −3    | 40     |
| 08              | AD Carmelita                     | 32  | 10 | 9  | 13 | 38:49 | −11   | 39     |
| 09              | Liberia Mía CF                   | 32  | 9  | 11 | 12 | 42:44 | −2    | 38     |
| 10              | CF Universidad de Costa Rica (N) | 32  | 9  | 8  | 15 | 42:48 | −6    | 35     |
| 11              | CS Cartaginés                    | 32  | 8  | 9  | 15 | 32:49 | −17   | 33     |
| 12              | AD Santos de Guápiles            | 32  | 7  | 10 | 15 | 34:44 | −10   | 31     |
| Stand: Endstand |                                  |     |    |    |    |       |       |        |